# Records de Suisse de cyclisme sur piste
Les records de Suisse de cyclisme sur piste sont les meilleures performances réalisées par les pistards suisses.

## Hommes
| Épreuve                                   | Record    | Cycliste                                                    | Date            | Compétition           | Lieu                        | Ref   |
| ----------------------------------------- | --------- | ----------------------------------------------------------- | --------------- | --------------------- | --------------------------- | ----- |
| Sprint sur 200 mètres, départ lancé       | 10.228    | Gaël Suter                                                  | 5 décembre 2013 | Coupe du monde        | Aguascalientes, Mexique     |       |
| Kilomètre contre-la-montre, départ arrêté | 1:02.740  | Olivier Beer                                                | 9 novembre 2014 | Coupe du monde        | Guadalajara, Mexique        | [ 1 ] |
| Poursuite individuelle sur 4 000 mètres   | 4:09.711  | Stefan Bissegger                                            | 28 février 2020 | Championnats du monde | Berlin, Allemagne           | [ 2 ] |
| Poursuite par équipes sur 4 000 mètres    | 3:49.982  | Robin Froidevaux Claudio Imhof Stefan Bissegger Lukas Rüegg | 6 décembre 2019 | Coupe du monde        | Cambridge, Nouvelle-Zélande | [ 3 ] |
| Record de l'heure                         | 53.451 km | Valère Thiébaud                                             | 23 août 2024    |                       | Granges, Suisse             | [ 4 ] |

## Femmes
| Épreuve                                        | Record    | Cycliste                                  | Date             | Compétition                   | Lieu                 | Ref   |
| ---------------------------------------------- | --------- | ----------------------------------------- | ---------------- | ----------------------------- | -------------------- | ----- |
| Sprint sur 200 mètres, départ lancé            | 11.922    | Pascale Schnider                          | 10 juin 2011     |                               | Aigle, Suisse        |       |
| Contre-la-montre sur 500 mètres, départ arrêté | 37.302    | Pascale Schnider                          | 11 juin 2010     |                               | Aigle, Suisse        |       |
| Poursuite individuelle sur 3 000 mètres        | 3:33.560  | Karin Thürig                              | 1er août 2003    | Championnats du monde         | Stuttgart, Allemagne | [ 5 ] |
| Poursuite par équipes sur 3 000 mètres         | 3:44.989  | Andrea Wolfer Monia Turin Doris Schweizer | 4 septembre 2008 | Championnats d'Europe espoirs | Pruszków, Pologne    |       |
| Record de l'heure                              | 43.347 km | Barbara Ganz                              | 25 novembre 1991 |                               | Zurich, Suisse       |       |